# Muslimisches Viertel von Damaskus

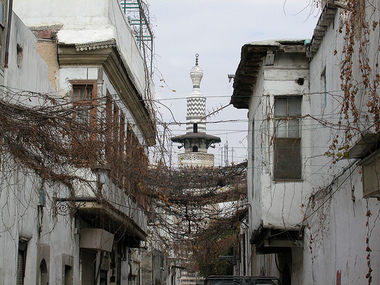
Straße im Stadtteil al-‘Amāra mit Minarett im Hintergrund

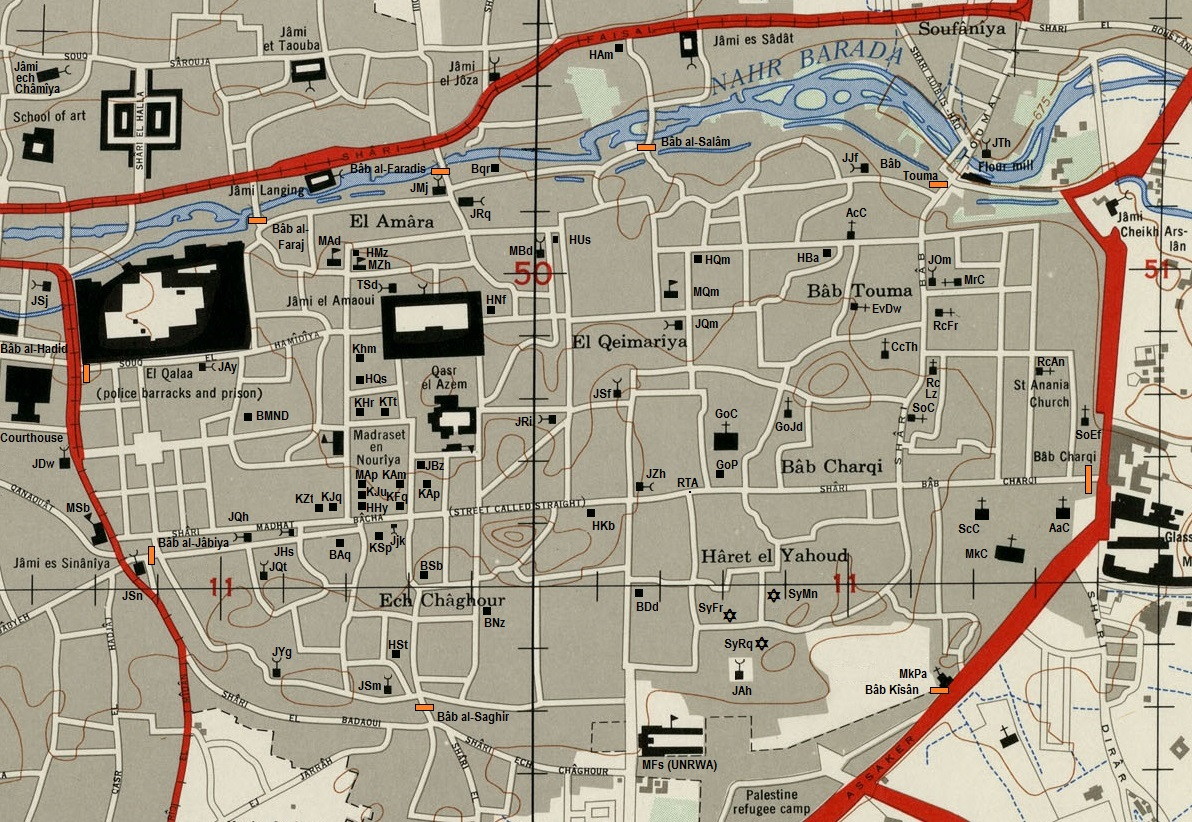
Altstadt von Damaskus 1958, Stadtmauer nicht eingezeichnet. In der Mitte der Geraden Straße steht der Römische Triumphbogen (RTA). Während sich nordöstlich von ihm das Christenviertel (benannt nach den Stadttoren Bâb Touma und Bâb Charqi) und südöstlich das Judenviertel (Hâret al-Yahoud,) befinden, erstreckt sich westlich von ihm der muslimisch geprägte Teil der Altstadt. Hier sind zahlreiche Moscheen zu sehen (markiert mit Halbmond), als größte die Umayyaden-Moschee (Jâmi el-Amaoui) sowie unter anderem die Sinan-Pascha-Moschee (Jâmi es-Sinânîya, JSn) am westlichen Stadttor Bâb al-Jâbiya, außerdem der Azim-Palast (Qasr el-Azem), der Chan As'ad Pascha (Kap) am Suq al-Buzuriya und ganz im Nordwesten die Zitadelle (El Qalaa), die bis 1968 als Polizeikaserne und Gefängnis diente. Östlich der Zitadelle und nördlich der Umayyaden-Moschee ist das Stadtviertel El Amâra eingetragen, während sich östlich der Moschee das Viertel El Qeimariya befindet. Das auf dieser Karte nicht eigens ausgewiesene Viertel Sidi Amoud oder El Hariqa befindet sich südlich der Zitadelle zwischen dem Souq el Hamîdîya und dem Souq Madhat Bâcha. Südlich des Souq Madhat Bâcha liegt der Stadtteil Ech Châghour.

Das Muslimische Viertel von Damaskus ist der sich über die Westhälfte erstreckende, vom Islam geprägte und fast ganz von Muslimen besiedelte Teil der Altstadt von Damaskus. Die beiden anderen Stadtviertel sind das christliche Viertel (arabisch حارة النصارى, DMG Ḥārat an-Naṣārā) im Nordosten und das ehemalige jüdische Viertel (حارة اليهود, DMG Ḥārat al-Yahūd) im Südosten der Altstadt.

## Ausdehnung
Zwei große Baukomplexe – die Zitadelle ganz im Nordwesten und die Umayyaden-Moschee (جامع بني أمية الكبير, DMG Dschāmiʿ banī Umayya al-kabīr) im Norden der Altstadt – sowie die Gerade Straße (الشارع المستقيم, DMG aš-Šāriʿ al-Mustaqīm) prägen das Muslimische Viertel der Altstadt von Damaskus als Stadtraum. In der Mitte der Geraden Straße, die vom Bāb al-Dschābiya (باب الجابية) im Westen bis zum Osttor Bāb Scharqī (باب شرقي) (Bāb Sharqi) verläuft, befindet sich ein römischer Triumphbogen. Dieser gilt als Grenze zwischen dem muslimischen Teil im Westen des von den Stadtmauern eingegrenzten Stadtgebiets der Altstadt von Damaskus und dem christlichen und jüdischen Teil im Osten der Altstadt, wobei das christliche Viertel überwiegend nördlich und das einstige jüdische Stadtviertel südlich der Geraden Straße liegt. Die Gerade Straße heißt westlich vom römischen Triumphbogen, also im Bereich des muslimischen Viertels, offiziell Šāriʿ Madhat Bāschā (شارع مدحت باشا). Ihr westlicher Abschnitt zum Bāb al-Dschābiya hin ist einer der größten überdachten Märkte (Suq) und heißt Sūq al-Dschābiya (سوق مدحت باشا). Vom ebenfalls im Westen, aber nördlich vom Bāb al-Dschābiya gelegenen Stadttor Bāb al-Hadid führt auf einer alten Römerstraße entlang der Südwand der Zitadelle, nördlich parallel zum Sūq al-Dschābiya, der zweite zentrale überdachte Markt, Sūq al-Ḥamīdiyya (arabisch سوق الحميدية), nach Osten bis zum alten äußeren Westtor des Jupitertempels, von dem als Verlängerung der Marktstraße noch eine Säulenhalle erhalten ist, während der sich östlich anschließende zentrale Teil des Tempels (Temenos) heute von der Umayyaden-Moschee eingenommen wird.
Östlich der Zitadelle und nördlich der Umayyaden-Moschee erstreckt sich das Stadtviertel al-‘Amāra (العمارة, „das Gebäude“, auch العمارة الجوانية, DMG al-‘Amāra al-Ǧuwānīya), während östlich der Moschee das Viertel al-Qaymariya (arabisch القيمرية) liegt. In al-Qaymariya lebten 1936 laut einer Volkszählung in der französischen Mandatszeit 5817 Muslime und 241 Christen. Zwischen den beiden zentralen Marktstraßen Sūq al-Ḥamīdiyya und Sūq Madhat Bāscha, somit auf der Nordseite des Westabschnitts der Geraden Straße und südlich der Zitadelle, befindet sich das traditionell nach einem hier begrabenen islamischen Heiligen Sidi Amoud genannte Viertel, das heute bekannter ist unter dem Namen al-Ḥariqa (arabisch الحريقة), „das Feuer“. Diesen Namen erhielt es, nachdem 1925 die französische Mandatsmacht das Viertel, ein Zentrum des Großen Syrischen Aufstands, im Jahre 1925 bombardieren ließ. Beim Triumphbogen zweigt nach Süden die Straße Šāriʿ al-Amīn (شارع الأمين) ab, die eine traditionell Begrenzung zwischen dem muslimischen und dem jüdischen Viertel war. Südlich des Sūq Madhat Bāscha liegt der Stadtteil asch-Schāghūr Dschuwānī (الشاغور جواني oder شاغور جواني), direkt östlich davon bis westlich der Straße al-Amīn das Stadtviertel Ma'dhanat asch-Schaḥam (مئذنة الشحم, „Fett-Minarett“). Dieses Gebiet ist traditionell Wohngebiet der Neuankömmlinge, ebenso wie der Nordwesten aber ganz muslimisch geprägt. 1936 wurden in dem als asch-Schāghūr bezeichneten Gebiet 18.715 Einwohner gezählt, davon 34 % in asch-Schāghūr Dschuwānī innerhalb der Stadtmauern und 66 % in asch-Schāghūr al-Barrānī außerhalb der Stadtmauern. Sämtliche Einwohner von asch-Schāghūr waren laut dieser Zählung Muslime.

## Moscheen
Im muslimischen Viertel gibt es zahlreiche Moscheen, während hier Kirchen und Synagogen fehlen. Dominiert wird das Viertel von der Umayyaden-Moschee im Norden der Altstadt mit dem Mausoleum des Saladin (صلاح الدين يوسف الأيوبي) an der nordöstlichen Ecke. Integriert in die Mauern der Umayyaden-Moschee, aber auch außerhalb derselben finden sich Reste des Jupitertempels in Damaskus (معبد جوبيتر الدمشقي). Eine weitere große Moschee ist die Sinan-Pascha-Moschee (جامع سنان باشا Dschāmi' Sinān Bāschā) aus der osmanischen Zeit am westlichen Stadttor Bāb al-Dschābiya.

## Märkte
Das muslimische Viertel beherbergt die großen überdachten Märkte (Suq, سوق, DMG sūq, Mehrzahl أسواق, DMG aswāq) von Damaskus: Neben den beiden großen Märkten Sūq al-Dschābiya und Sūq al-Ḥamīdiyya gibt bzw. gab es im Stadtviertel al-Hariqa südlich der Umayyaden-Moschee den Sūq as-Silāḥ (سوق السلاح, Waffenmarkt), den Sūq al-Chayāṭīn (سوق الخياطين, Schneidermarkt), den Sūq al-Ḥarir (سوق الحرير, Seidenmarkt, auch Sūq Chān al-Ḥarir سوق خان الحرير) und den Sūq al-Buzūrīya (سوق البزورية, Samenmarkt).

## Weitere Sehenswürdigkeiten
Der größte Chan (Herberge) in Damaskus ist der von osmanischen Gouverneur As'ad Pascha al-Azm in Auftrag gegebene Chan As'ad Pascha (arabisch خان أسعد باشا, DMG Ḫān Asʿad Bāšā) aus dem 18. Jahrhundert am Suq al-Buzuriya nördlich der Geraden Straße. Südlich der Umayyaden-Moschee und nördlich des Chan As'ad Pascha befindet sich der gleichfalls von As'ad Pascha al-Azm in Auftrag gegebene Azim-Palast (arabisch قصر العظم, DMG Qaṣr al-ʿAẓm) aus dem Jahre 1750. Das älteste Krankenhaus der Stadt ist das Krankenhaus des Nur ad-Din (arabisch البيمارستان النوري, DMG al-Bimāristān an-Nuri) am Sūq al-Chayāṭīn (سوق الخياطين, Schneidermarkt) im Stadtviertel al-Hariqa südwestlich der Umayyaden-Moschee, das 1154 unter dem zengidischen Atabeg Nur ad-Din (1118–1174) errichtet wurde. Ebenso auf Nur ad-Din geht die am Schneidermarkt gelegene Madrasa an-Nūrīya (arabisch المدرسة النورية) zurück, die 1167 fertiggestellt wurde. Dieser Komplex umfasst eine Moschee, eine Madrasa und das Mausoleum des Nur ad-Din.

## Geschichte
Mit der islamischen Eroberung von Damaskus 636 durch Chālid ibn al-Walīd hielt der Islam Einzug in der Stadt. Die Kirchen wurden zwangsweise geschlossen, doch diente das Gebäude der Johannes-der-Täufer-Kathedrale noch etwa 70 Jahre sowohl Christen als auch Muslimen als Gebetsstätte. Unter Muʿāwiya I., dem ersten Kalifen der Umayyaden (661–680), war noch eine Mehrheit der Bevölkerung der Kalifenstadt Damaskus christlichen Glaubens. Im Jahre 706 ordnete Kalif al-Walid I. an, die Kathedrale in die Umayyaden-Moschee umzuwandeln, wofür große Teile des Gebäudes abgerissen und als Moschee neu errichtet wurden. Dafür entschied al-Walid I., dass die Christen ihre übrigen Kirchen und die Juden ihre Synagogen weiter besuchen könnten, allerdings bei Zahlung der Dschizya. Neue Kathedrale der griechisch-orthodoxen Christen wurde (und ist bis heute) die Marienkirche an der Geraden Straße nordöstlich des Römischen Triumphbogens. Der größte Teil der alten Kirchen in der Stadt ging unter: Ibn ʿAsākir berichtet 500 Jahre nach der islamischen Eroberung, dass von den 14 Kirchen der Stadt acht verfallen, eine zerstört und drei Kirchen – wie auch die Synagoge – in Moscheen umgewandelt worden waren.
Unter der Herrschaft der Zengiden hatten sich die bis heute erkennbaren vier Stadtviertel von Damaskus bereits ausgeprägt. Im Nordwesten war das muslimische Viertel, das in seiner Mitte von der Umayyaden-Moschee und im nordwestlichen Eck von der Zitadelle dominiert wurde. Die Christen konzentrierten sich im nordöstlichen Viertel mit ihrer Marienkirche nahe der Stadtmitte (römischer Triumphbogen) und die Juden im südöstlichen Viertel. Das südwestliche Viertel mit den heute als asch-Schāghūr Dschuwānī und Ma'dhanat asch-Schaḥam bekannten und gleichfalls großenteils muslimischen Stadtteilen nahm traditionell vor allem die Neuankömmlinge in der Stadt auf. Insbesondere von der Zeit der Zengiden an entwickelte sich das nordwestliche Stadtviertel innerhalb von Damaskus wirtschaftlich am stärksten weiter, wobei es von den hier besonders auch in der frühen Zeit der Mamluken errichteten Prachtbauten profitierte.
Der Wohlstand im nordwestlichen, muslimischen Viertel im Vergleich zu den anderen Teilen der Altstadt war auch in den nachfolgenden Jahrhunderten spürbar. So berichtete Richard Francis Burton (1821–1890), von 1869 bis 1871 britischer Konsul in Damaskus, wie ihm die Zustände in den verschiedenen Stadtvierteln beschrieben wurden: „Das muslimische Viertel ist sauber, das christliche Viertel schmutzig und das jüdische Viertel einfach verdreckt.“
Um 1830 hatte Damaskus rund 100.000 bis 150.000 Einwohner, von denen die meisten Muslime, etwa 10 % Christen und rund 3 % Juden waren. Die Lokalpolitik wurde von vier Lagern bestimmt, die sich mit bestimmten Gegenden der Stadt identifizierten: Eines war die Zitadelle mit ihren eigenen sozialen und wirtschaftlichen Einrichtungen, in der die politisch Mächtigen konzentriert waren. Die Gegenden um die Zitadelle herum mit ihren Militärs und Kaufleuten unter Führung der einflussreichen Familie al-ʿAẓm (العظم) standen loyal zur osmanischen Regierung. Im Südwesten, insbesondere aber in der Vorstadt Maydān, wo wohlhabende Kornhändler lebten, dominierte eine oppositionelle Gruppe, die s.g. „Maydānī-Fraktion“, die sich als Vertreter lokaler Interessen verstand. Schließlich gab es noch die nicht-muslimische Bevölkerung – Christen und Juden – in den östlichen Stadtvierteln sowie in einzelnen Haushalten auch im Westen der Stadt.
Im Zuge des Bürgerkriegs im Libanongebirge wurde das christliche Stadtviertel von Damaskus am 9. Juli 1860 von drusischen Milizen gebrandschatzt, wobei tausende Menschen starben und 3000 Häuser im christlichen Viertel sowie weitere 300 Häuser im muslimischen Viertel zerstört wurden.
Sowohl das südwestliche Viertel der Altstadt asch-Schāghūr Dschuwānī und das benachbart außerhalb der Stadtmauern gelegene asch-Schāghūr al-Barrānī als auch al-Ḥariqa im Nordwesten waren Zentren des Großen Syrischen Aufstands gegen die französische Fremdherrschaft. Aus asch-Schāghūr stammten unter anderen der Dichter Nizar Qabbani, der Verteidigungsminister des Königreichs Syrien, Yusuf al-Azma und Hasan al-Kharrat, der bedeutendste Rebellenführer in Damaskus während des Aufstands. 1925 wurden diese Stadtviertel durch das Bombardement der Franzosen großenteils zerstört, worauf auch der Name des nordwestlichen Stadtteils al-Ḥariqa („das Feuer“) beruht.